# Centro Internacional de Convenciones Casa Ucraniana
El Centro Internacional de Convenciones Casa Ucraniana (en ucraniano: Український дім. Міжнародний конгрес-центр) es el mayor centro internacional de exposiciones y convenciones en Kiev (Kiev), la capital del país europeo de Ucrania. Popularmente conocido simplemente como la "casa ucraniana", este edificio de cinco pisos es el lugar de acogida para una variedad de eventos de exposiciones, ferias y conferencias y reuniones de asociaciones internacionales, lanzamientos de productos, banquetes, ceremonias de televisión, eventos deportivos, etc El centro está situado en la calle 2 Khreshchatyk, con vistas a la Plaza de Europa en el corazón de la capital de Ucrania.